# 米伦贝克兰
米伦贝克兰（德語：Mühlenbecker Land）是德国勃兰登堡州的一个市镇，隶属于上哈弗尔县。总面积为52.65平方千米，截至2020年总人口为15308人。

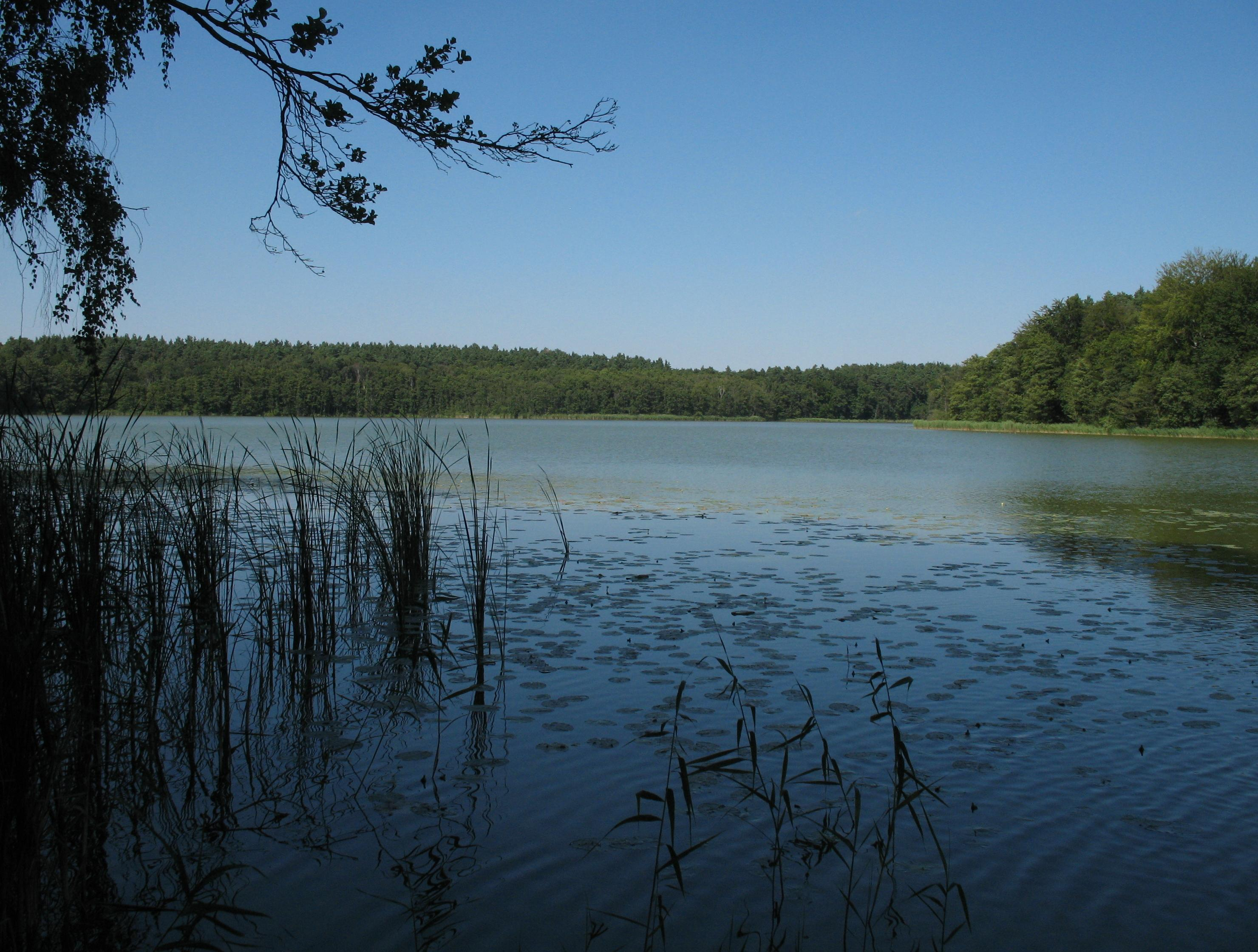
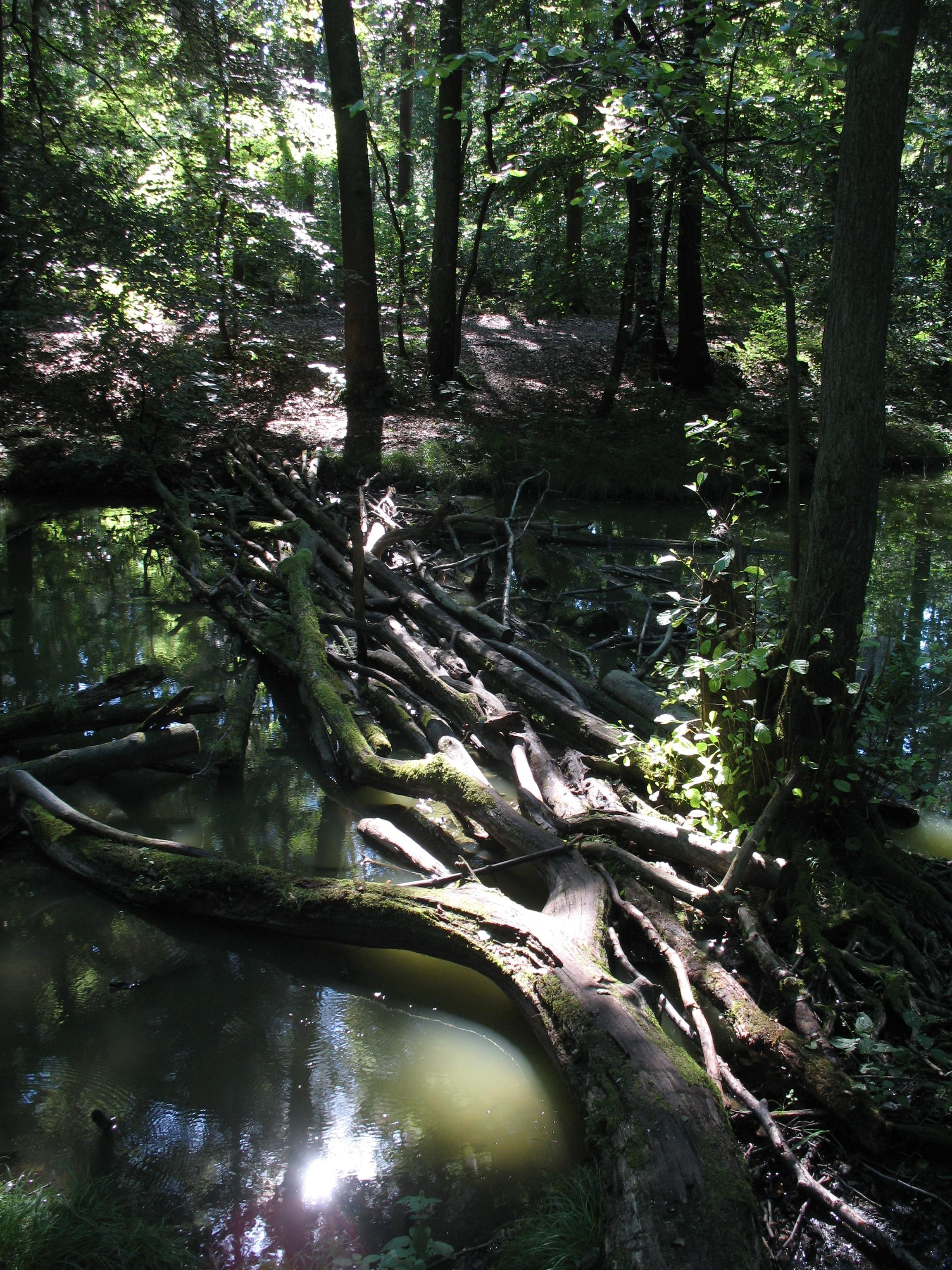